# Ferdinand Orban
Ferdinand Orban SJ (* 6. oder 16. Mai 1655 in Exing bei Landshut; † 30. Dezember 1732 in Ingolstadt) war ein deutscher Jesuit und Sammler.

## Leben

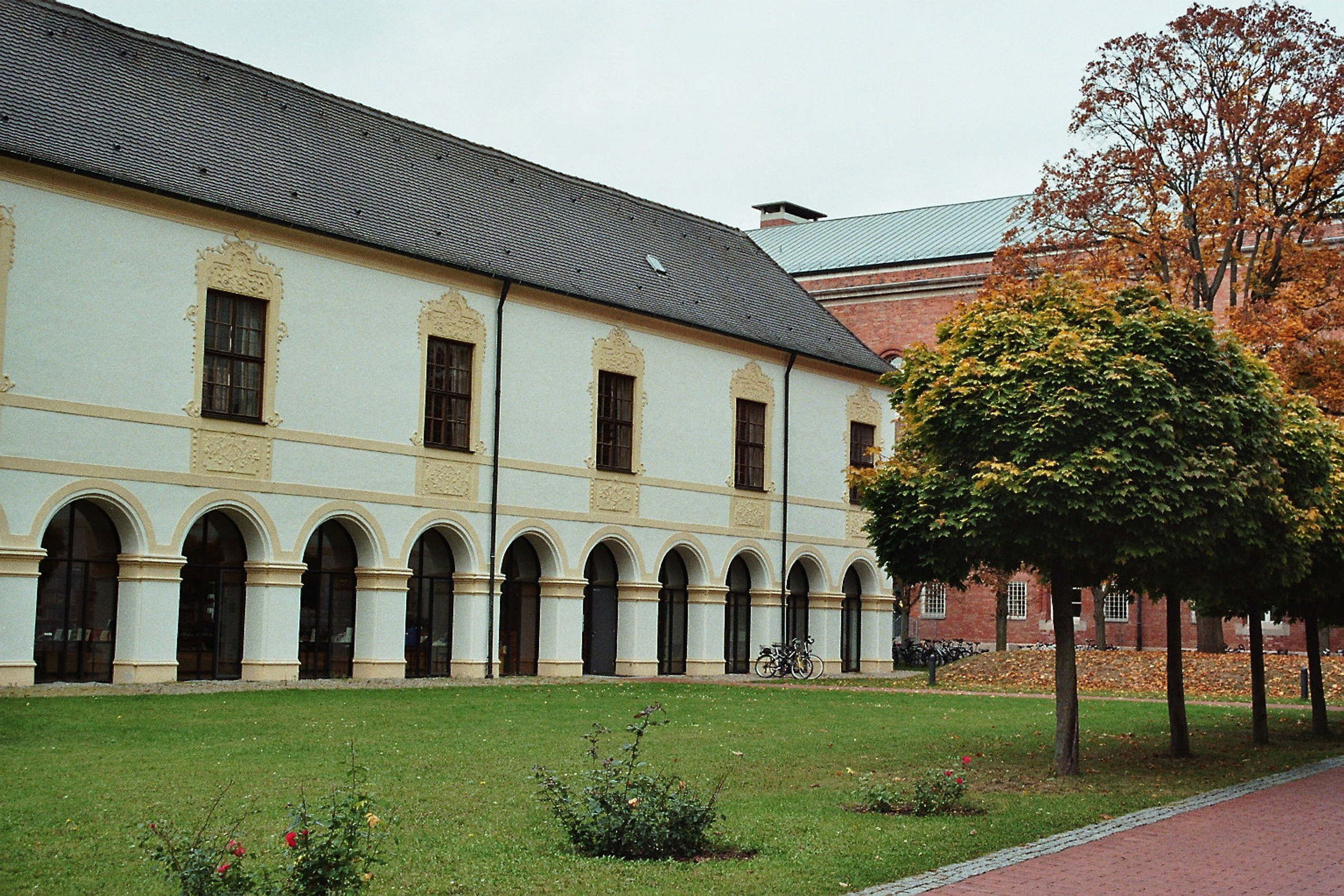
Orbansaal in Ingolstadt – 1725 als Museumsbau für Orbans Sammlung errichtet

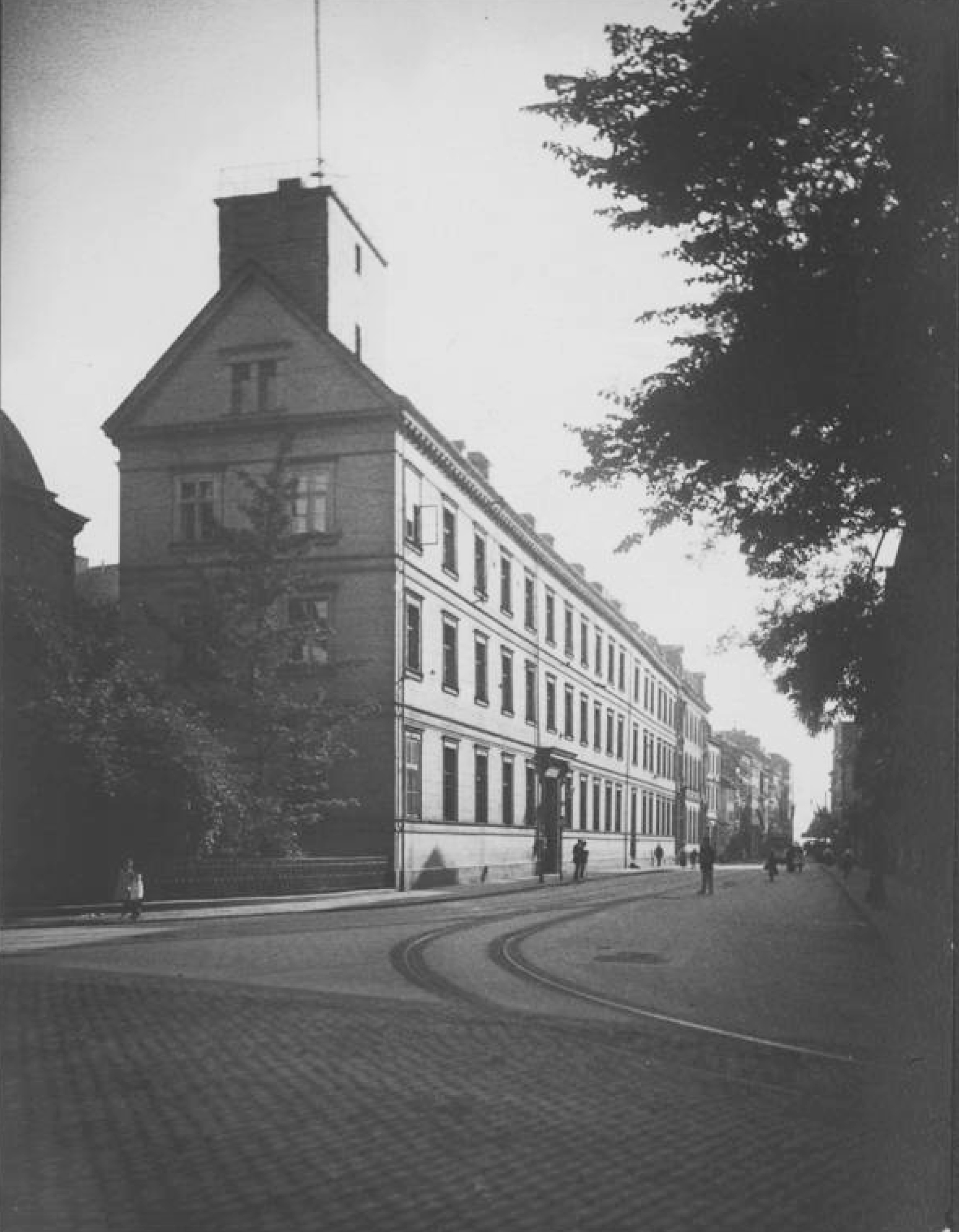
Altes Regierungsgebäude an der Mühlenstraße mit Sternwarte in Düsseldorf; Foto Erwin Quedenfeldt, 1911

Orban studierte von 1675 bis 1678 Logik und Metaphysik, später Theologie, in Ingolstadt am Jesuitenkolleg. 1688 wurde er Professor der Mathematik in Innsbruck und wirkte dort 1689 bis 1692 als Hofprediger. In Innsbruck begann Orban mit dem Aufbau einer Kunst- und Naturaliensammlung. Er absolvierte zunächst Stationen in Burghausen (1692–1695), Landshut (bis 1703), Düsseldorf (als Beichtvater bei Kurfürst Johann Wilhelm 1703–1716) und wieder Landshut (1719–1722). In seiner Düsseldorfer Zeit nutzte Orban eine Sternwarte, die auf dem Dach des dortigen Jesuitenkollegs errichtet worden war.
1722 wurde Orban an das Jesuitenkolleg nach Ingolstadt versetzt. 1725 erbauten die Jesuiten im Garten des Ordenskollegs für die Sammlung Orbans einen eigenen Museumsbau, den Orbansaal, einen langen beidseitig belichteten Saal. Die Sammlung umfasste mathematisch-physikalische Instrumente, Kunsthandwerk aus dem fernen Osten, einen Teil der Türkenbeute von 1683, Textilien, Waffen, Münzen, Kleinplastiken, Steinschnitte, Gemälde, Mineralien, Muscheln und Insekten. 1731 besuchte Johann Georg Keyßler Orban und sein Raritätenkabinett und veröffentlichte 1741 einen Reisebericht mit einer ausführlichen Beschreibung. Nach Orbans Tod unterblieben weitere größere Zuwächse und nach der Aufhebung des Jesuitenordens 1773 gingen Teile der Sammlung in verschiedene Münchener Museen. Einige Gemälde befinden sich im Ingolstädter Stadtmuseum.

## Schriften
- Josue deß Andern Ehren-volles Trophaeum Oder Sieg-Zeichen, Augsburg [ca. 1690]. (Digitalisat)
- Epitaphivm Grab-Schrifft Und Ehren-Gebäu Der Freyen Reichs- Hoch- vnd Wolgebohrnen Frawen, Frauen Maria Francisca Eleonora Frey-Frauen von Tauffkirchen, München [1694]. (Digitalisat)
- Das Guldene Zweig, Landshut 1696. (Digitalisat)
- [Tabellae pretiosissimae a R. P. Orban S. J. olim editae], [ca. 1700]
- [Tabellae pretiosissimae V - XIX], [ca. 1700]
- Die andere Predig. Wunder-volles Contrafait beyder neben d. Seraphinischen Bundtskasten gesetzten Cherubim ... in e. Lob- u. Ehren-Predig, 1700.
- Lapis philosophicus, das phil. Edel-Gestein endlich erfunden, probirt ... an d. ersten Tag deß ... 8 täg. Festes, so in d. Hochw. Collegiat-Stüfft-Ranshoven ... wegen glücklicher Schließung seines achten Saeculi ... auch trimphirl. Einholung der von Rom gebrachten 2 hl. Leiber Marii und Coelestini Martt. ist begangen worden, Augsburg 1702. (Digitalisat)
- Apotheosis Leopoldi Primi Caesaris Deß Vollkommnesten Originals, Aller-Stand Tugenden, Augsburg 1705. (Digitalisat)
- Horoscopus Herculis Palatini Per Virtutes Et Labores Ad Astra Translati. Daß ist: Tugent- und Lebens-Wandel Joannis Wilhelmi Pfaltzgraffen bey Rhein, Des Heil. Röm. Reich Ertz-Truchsessen ... Beyer, Düsseldorf 1716 (Digitalisierte Ausgabe der Universitäts- und Landesbibliothek Düsseldorf).